# Anubias

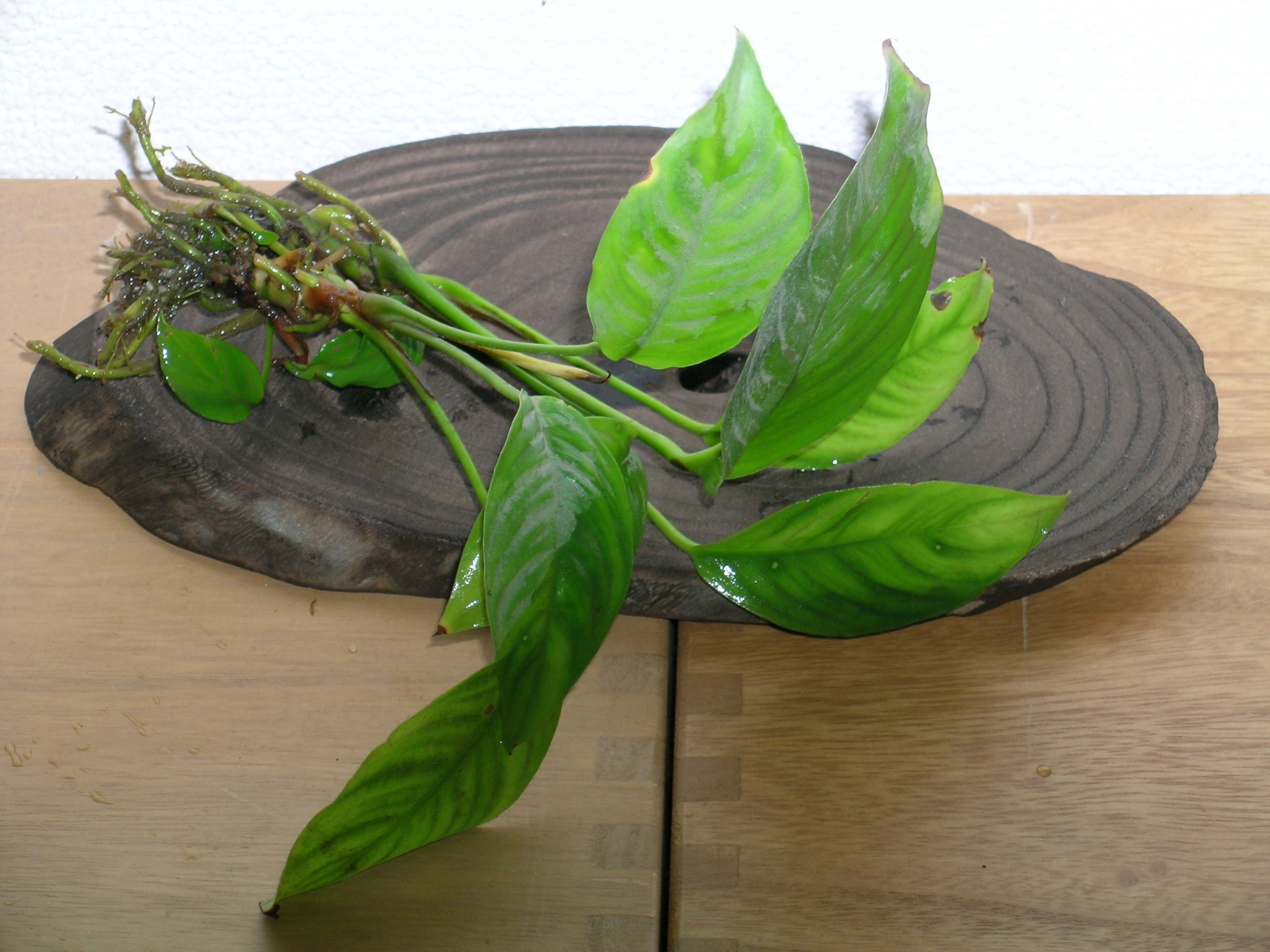
Anubias fałdolistny

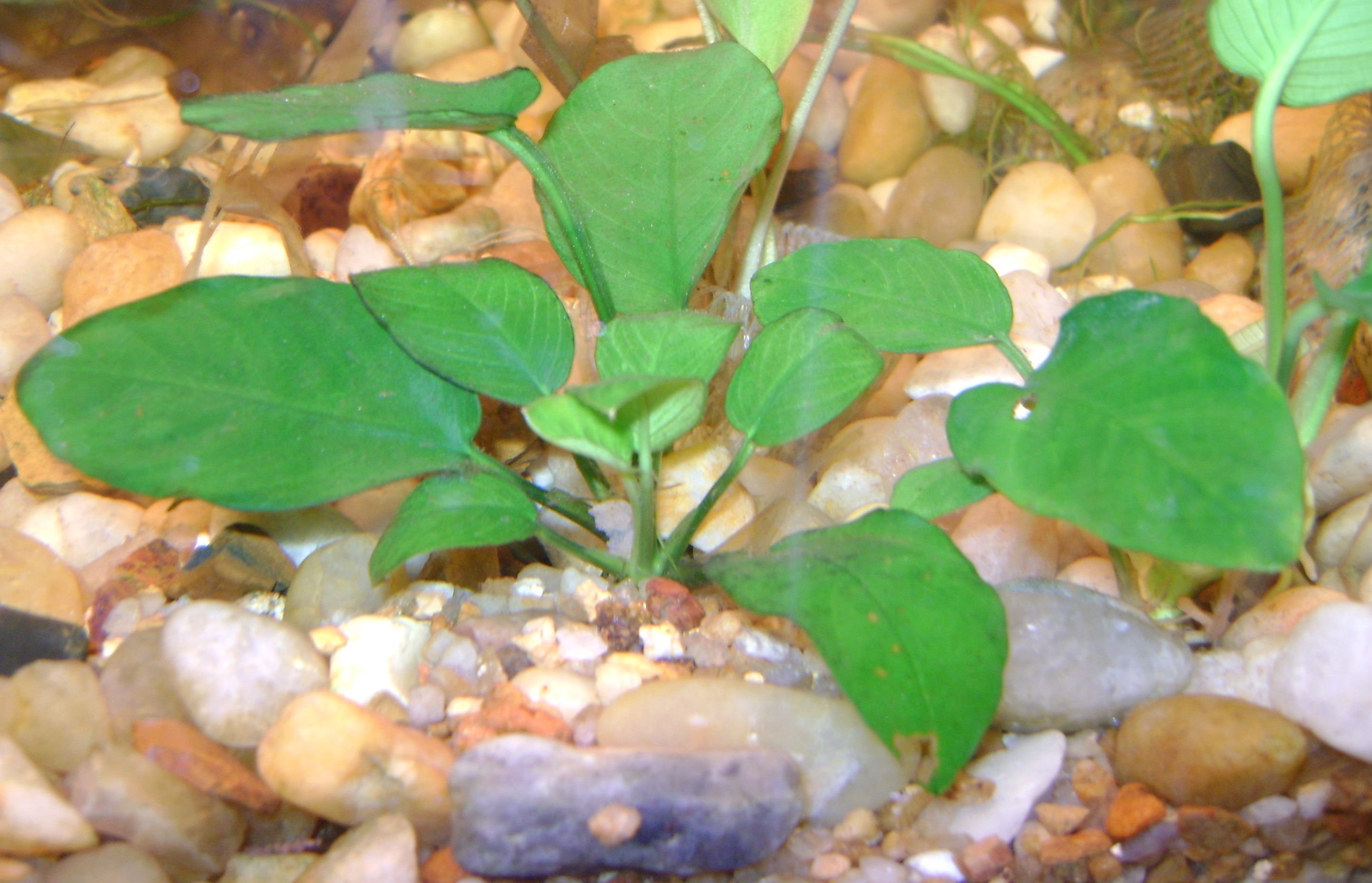
Anubias Bartera

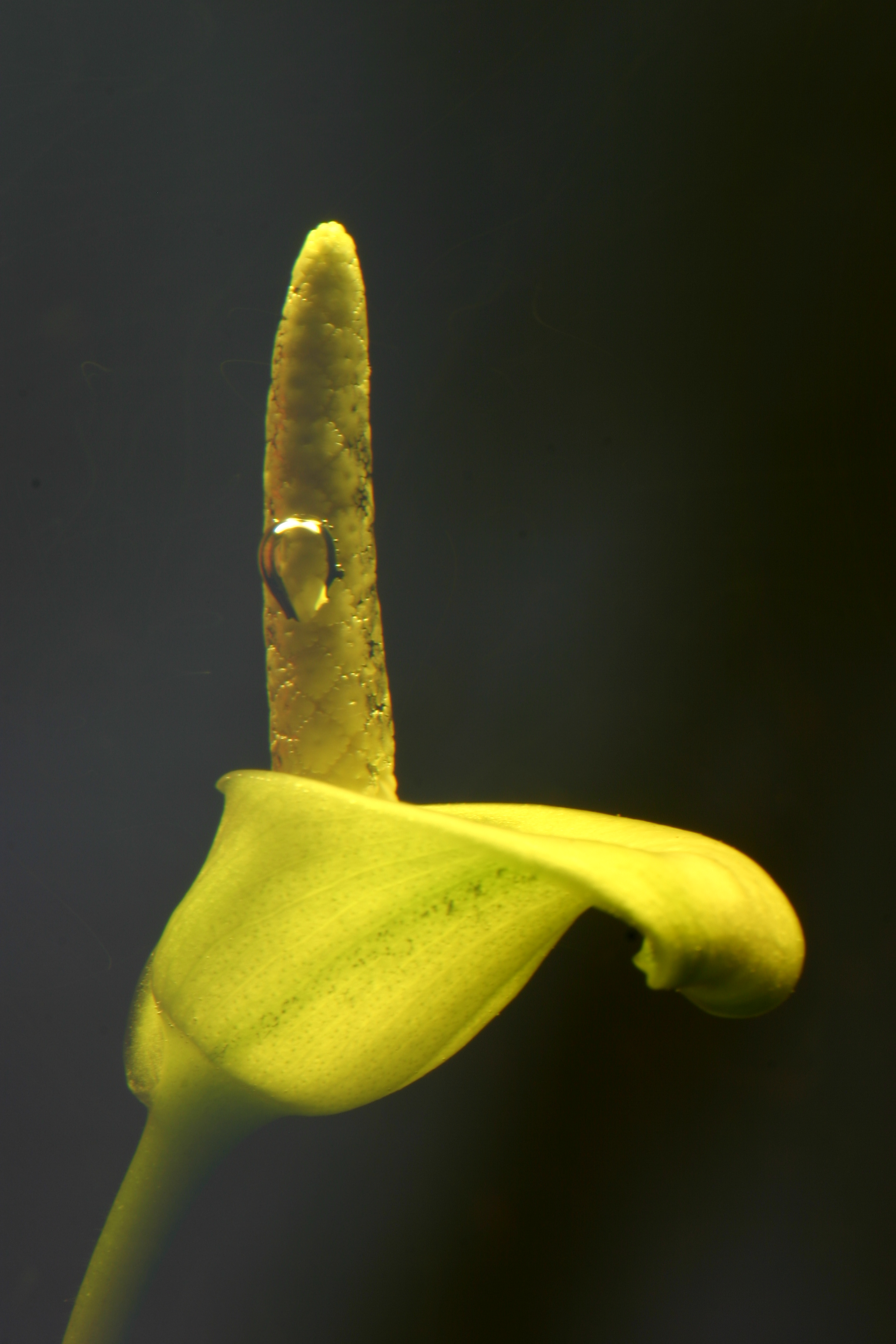
Kwiatostan anubiasa

Anubias (Anubias Schott) – rodzaj roślin zielnych z rodziny obrazkowatych, liczący 8 gatunków, występujących w tropikalnych regionach Afryki, od Senegalu do Angoli. Nazwa naukowa rodzaju pochodzi od mitycznego Anubisa, egipskiego boga z głową szakala.

## Morfologia
ŁodygaPłożące kłącze, o grubości od 0,5 cm (A. gilletii) do 4 cm (A. afzelii).
LiścieLiście wyrastają bądź z wierzchołka kłącza, bądź na całej jego długości. Ogonki liściowe o długości od 20 cm (A. afzelii) do 83 cm (A. gigantea). Blaszki liściowe zróżnicowane, od wąskich podłużno-lancetowatych ze spiczastym wierzchołkiem do szeroko eliptycznych z oszczepowatą bazą, niemal trójdzielną w przypadku A. gigantea, o wymiarach od 7–12×4–10 cm (A. gracilis) do 10–38×3–13 cm (A. heterophylla). Użyłkowanie pierwszorzędowe równoległe.
KwiatyRośliny jednopienne, tworzące od 1 do 3 kwiatostanów typu kolbiastego pseudancjum. Szypułki o długości od 15 cm (A. gracilis) do 60 cm (A. gigantea). Pochwa kwiatostanu wydłużono-eliptyczna do jajowatej, zamknięta lub otwarta w czasie kwitnienia, zawsze zamykająca się po przekwitnięciu, o długości kilku centymetrów, przeważnie zielona, niekiedy różowo-biała (A. gilletii), brązowa, zielono-różowa, biała (A. hastifolia), ciemnopurpurowa (A. heterophylla), biała i oliwkowo-brązowa (A. pynaertii). Kolba cylindryczna, gruba lub smukła, gęsto pokryta kwiatami. Położony w dolnej części kolby odcinek kwiatów żeńskich przylega do położonego wyżej fragmentu pokrytego kwiatów męskich, rzadziej oba odcinki oddzielone są kilkoma prątniczkami lub szczątkowymi kwiatami obupłciowymi. Kwiaty męskie 3-8-pręcikowe, kremowo-białe, tworzące odwrotnie piramidalne synandrium, niekiedy zdeformowane i zrośnięte z większej liczby pręcików. Pylniki poprzeczne, umieszczone na szczycie lub brzegu synandrium (w przypadku A. pynaertii pokrywające synandrium prawie całkowicie), podłużne lub jajowate, otwierające się przez podłużną szczelinę. Zielone, różowe lub białe, spłaszczone i kulisto-jajowate,  2-3-komorowe zalążnie zawierają wiele anatropowych, cylindrycznych zalążków. Szyjki słupków krótkie lub niemal nieobecne. Znamiona słupków dyskowate.
OwoceCałkowicie zamknięty w pochwie owocostan składa się ze spłaszczono-kulistych, wielonasiennych, zielonych jagód. Nasiona małe, nieregularnie jajowate.

## Biologia i ekologia
RozwójRośliny z rodzaju Anubias są wieloletnimi, wiecznie zielonymi roślinami zielnymi, hemikryptofitami, hydrohemikryptofitami lub helofitami (rzadziej reofitami). Kwitną przez cały rok (np. A. barteri, A. hastifolia i A. pynaertii), od późnej zimy do lata (A. gigantea, A. gracilis), od wiosny do lata (A. afzelii), od wiosny do jesieni (A. gilletii) lub od lata do zimy (A. heterophylla).
SiedliskoLasy deszczowe, w mokrych i zacienionych lokalizacjach, głównie na brzegach cieków wodnych i na terenach błotnistych. Rośliny z gatunku A. afzelii rosną często całkowicie zanurzone w wodzie. Występują na wysokości do 1600 m n.p.m.
GenetykaLiczba chromosomów 2n = 48, 72.

## Systematyka
Pozycja rodzaju według Angiosperm Phylogeny Website (aktualizowany system APG IV z 2016)Należy do monotypowego plemienia Anubiadeae, podrodziny Aroideae, rodziny obrazkowatych, rzędu żabieńcowców w kladzie jednoliściennych.
Pozycja rodzaju w systemie Reveala z roku 2007Gromada okrytonasienne (Magnoliophyta Cronquist, Takht. & Zimmerm. ex Reveal), podgromada Magnoliophytina (Frohne & U. Jensen ex Reveal), klasa Magnoliopsida (Brongn.), podklasa żabieńcowe (Alismatidae Takht.), nadrząd obrazkopodobne (Aranae Thorne ex Reveal), rząd obrazkowce (Arales Juss. ex Bercht. & J. Presl), rodzina obrazkowate (Araceae Juss.).
Pozycja rodzaju według Crescent Bloom (system Reveala z lat 1993–1999)Gromada okrytonasienne (Magnoliophyta Cronquist), podgromada Magnoliophytina Frohne & U. Jensen ex Reveal, klasa jednoliścienne (Liliopsida Brongn.), podklasa obrazkowe (Aridae Takht.), nadrząd Aranae Thorne ex Reveal, rząd obrazkowce (Arales Dumort.), rodzina obrazkowate (Araceae Juss.), plemię Anubiadeae (Schott) Engl., podplemię Anubiadinae Schott
Gatunki
- Anubias afzelii Schott – anubias Afzela
- Anubias barteri Schott – anubias Bartera
- Anubias gigantea A.Chev. ex Hutch. – anubias olbrzymi
- Anubias gilletii De Wild et T.Durand – anubias Gilleta
- Anubias gracilis A.Chev ex Hutch. – anubias wysmukły
- Anubias hastifolia Engl. – anubias włóczniolistny
- Anubias heterophylla Engl. – anubias fałdolistny, anubias kongijski
- Anubias pynaertii De Wild – anubias Pynaerta

## Zastosowanie
Rośliny leczniczeGatunek A. heterophylla jest używany u dzieci w razie problemów żołądkowych i w celu wzmocnienia apetytu.
Rośliny ozdobneRośliny z rodzaju Anubias są cenione w akwarystyce, ponieważ są bardzo łatwe do utrzymania, a ich twarde liście opierają się rybom roślinożernym. Dzięki temu wszystkie anubiasy są jednymi z niewielu roślin, które mogą być hodowane w akwariach z afrykańskimi pielęgnicowatymi oraz złotą rybką. Ich korzenie często obrastają kamienie i zanurzone w wodzie korzenie. W odróżnieniu od większości roślin akwariowych, anubiasy preferują światło rozproszone i nawet w warunkach stosunkowo dużego zacienienia mogą wytwarzać kwiaty pod wodą. W akwarium powinny być umiejscawiane w zacienionych miejscach, w przeciwnym wypadku glony będą osadzać się na ich liściach. Rozmnażanie w sztucznych środowiskach może być zrealizowane tylko przez rozdzielanie kłączy albo z odrostów. Stolon powinien być zawsze wynurzony ponad podłoże, aby pozostać przy życiu, inaczej zgnije i roślina umrze. Naturalne tempo wzrostu wszystkich gatunków anubiasów jest bardzo powolne. Zwykle produkują jeden liść na każde 3 tygodnie, czasem wolniej. Nie odpowiada im nadmiar CO2. Anubias może rosnąć ponad wodą i z tego powodu może być używany w paludarium.